# سفارة المغرب في سويسرا
سفارة المغرب في سويسرا هي أرفع تمثيل دبلوماسي لدولة المغرب لدى سويسرا. تقع السفارة ببرن العاصمة وهي تهدف لتعزيز المصالح المغربية في سويسرا.
منذ 13 أكتوبر 2016، يعد لحسن أزولاي هو السفير الحالي للمغرب في سويسرا.

## السفارة
تقع السفارة شارع هلفيسيا أو هلفيسياستراس رقم 42، 3005، برن العاصمة.

## سفراء المغرب بسويسرا
| الإسم              | المنصب        | بداية الفترة   | تقديم أوراق الإعتماد | نهاية الفترة  | ملوك المغرب  | رئيس(ة) الاتحاد السويسري                                                                           |
| ------------------ | ------------- | -------------- | -------------------- | ------------- | ------------ | -------------------------------------------------------------------------------------------------- |
| مختار الحاج ناصر   | قائم بالأعمال | 1959           |                      | 1961          | محمد الخامس  | |
| محمد عمور          | سفير          | 1 أغسطس 1961   |                      | 1964          | الحسن الثاني | فريدريتش تراوجوت فاهلين/پول شودي/ويلى سپوهلير                                                      |
| عبد القادر العراقي | سفير          | 1964           |                      | 26 مايو 1967  | الحسن الثاني | لودويج ڤون موس/هانس پيتير تشودى/هانز شافنر/روجي بونڤان                                             |
| ناصر الفاسي        | سفير          | 5 يوليو 1967   | 9 أغسطس 1967         |               | الحسن الثاني | لودويج ڤون موس/هانس پيتير تشودى                                                                    |
| محمد بناني سميرس   | سفير          | 12 فبراير 1972 | 24 مايو 1972         |               | الحسن الثاني | نيلو سيليو/روجي بونڤان/ارنست بروجر/بيير غرابر/رودولف جناجى/كورت فورجلير/ويلى ريتشارد/هانس هورليمان |
| عبد الرحمن بنعمر   | سفير          |                | 19 ديسمبر 1980       | 22 أبريل 1985 | الحسن الثاني | جورج اندري شيڤالاز/كورت فورجلير/فريتز هونيغر/بيير أوبيرت/ليون شلومپف                               |
| علي بنجلون         | سفير          | 9 يوليو 1985   |                      | 1988          | الحسن الثاني | كورت فورجلير/ألفونس إيغلي/بيير أوبيرت/أوطو شتيش                                                    |
| علي بوجي           |               | 1989           |                      | 1990          | الحسن الثاني | چون پاسكال ديلاموراز                                                                               |
| بوبكر الشرقاوي     | سفير          | 18 سبتمبر 1990 |                      |               | الحسن الثاني | أرنولد كولر/فلاڤيو كوتى/روني فيلبير/ادولف اوجى/أوطو شتيش                                           |
| الطاهر النجار      | سفير          | 3 فبراير 1995  | 10 مايو 1995         |               | الحسن الثاني | كاسپار ڤيليجير/چون پاسكال ديلاموراز/أرنولد كولر                                                    |
| عبد المجيد عالم    | سفير          | 23 فبراير 1998 | 4 مايو 1998          |               | الحسن الثاني | فلاڤيو كوتى/روث دريفوس/ادولف اوجى                                                                  |
| محمد كديرة         | سفير          | 5 فبراير 2003  | 8 فبراير 2003        |               | محمد السادس  | پاسكال كوشپان                                                                                      |
| محمد سعيد بنريان   | سفير          | 21 يناير 2009  | 10 مارس 2009         |               | محمد السادس  | |
| لحسن أزولاي        | سفير          | 13 أكتوبر 2016 | 13 ديسمبر 2016       |               | محمد السادس  | يوهان شنايدر-آمان/دوريس ليوتار/آلان بيرسيت/أولي ماورر/سيمونيتا سوماروغا/غي بارميلين/إجنازيو كاسيس  |

## المغاربة المقيمين في سويسرا
بلغ عدد المغاربة المقيمين في سويسرا 15.319 شخصًا بحسب الإحصائيات الرسمية لوزارة الشؤون الخارجية والتعاون الدولي لسنة 2018.